# Cimitero austro-ungarico di Geroli
Il cimitero austro-ungarico di Geroli (Soldatenfriedhof Geroli in tedesco) è stato un cimitero di guerra nel comune di Terragnolo in località Geroli e dal 2014 è divenuto un monumento alla memoria dei soldati che sono caduti nella zona durante la prima guerra mondiale combattendo con la divisa dell'esercito austro-ungarico.

## Storia

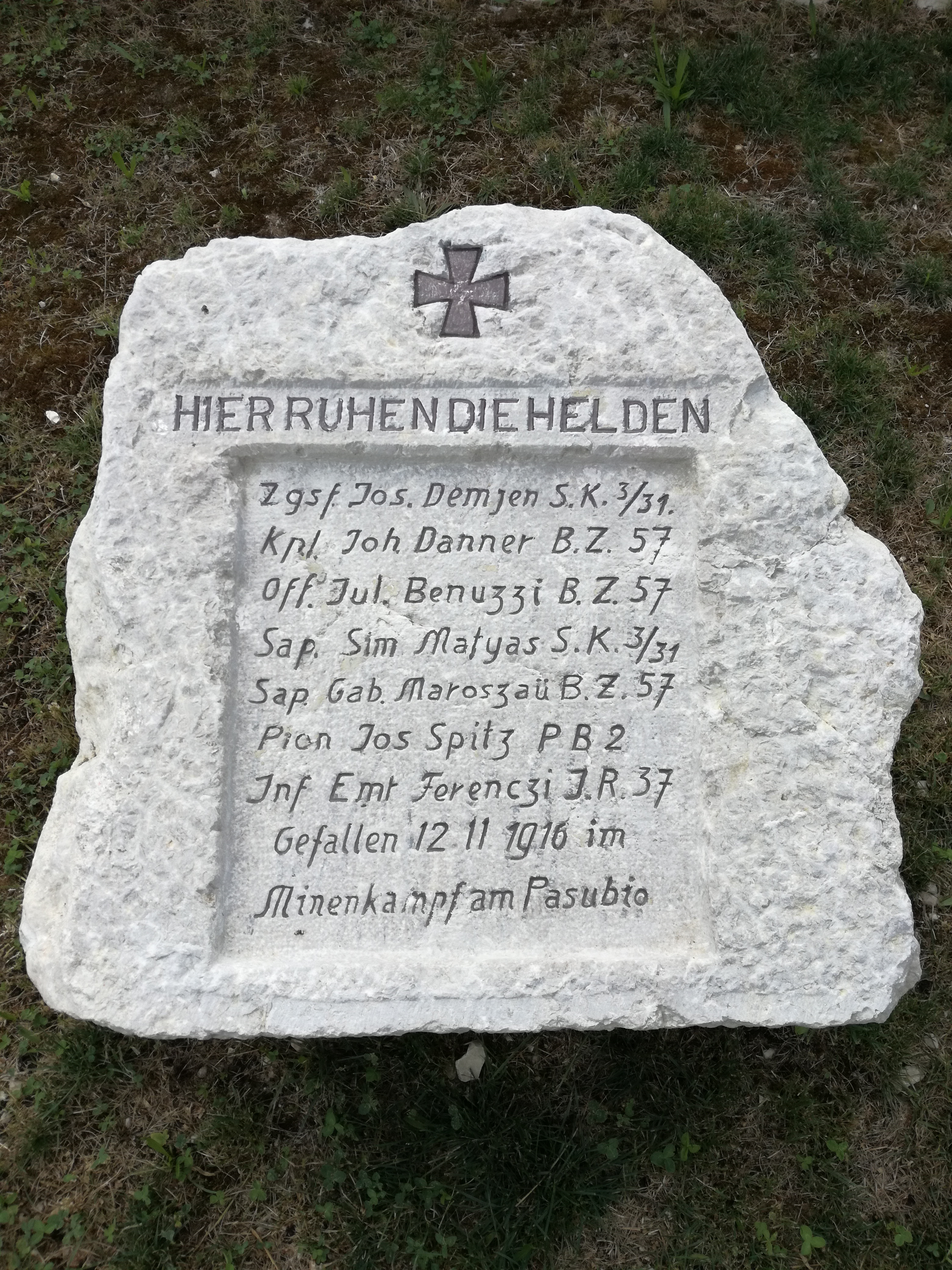
Lapide per i caduti austro-ungarici sul Pasubio.

Il cimitero di Geroli è stato costruito nel 1916 dopo l'inizio della Strafexpedition, ma è stato utilizzato fino al 1918. Nel cimitero sono stati raccolti complessivamente le salme di 858 soldati e prigionieri di guerra, morti durante l'offensiva austro-ungarica del 1916 nei territori di Terragnolo e negli anni successivi sul versante nord del Pasubio. 
Le tombe del cimitero erano 470, i sepolti riconosciuti erano in tutto 492 (404 austriaci, 76 ungheresi, 9 russi e 3 rumeni) mentre 366 erano senza nome.
Nel 1929 iniziarono le prime esumazioni delle salme che furono trasferite a Rovereto. Tra il 1969 e il 1970 furono riesumate tutte le restanti salme e raccolte nel sacrario militare di Castel Dante. Dopo queste operazioni il cimitero di Geroli fu abbandonato per diversi anni.

## Struttura
Il cimitero era delimitato da un recinto in filo spinato, con un piccolo cancello in ferro per l'entrata. Oltre il cancello, una corsia pedonale divideva il cimitero in due campi: quello di destra aveva 142 tombe disposte su tredici file, quello di sinistra aveva 313 tombe disposte su dodici file. 

## Restauro
A partire dagli anni ottanta del secolo scorso, le autorità locali pensarono di recuperare il cimitero, ma solo nel 2011 ebbe inizio l'iter per il restauro del cimitero. 
Nel triennio 2012-2014 il Gruppo alpini di Terragnolo, il Comune di Terragnolo e la Provincia  autonoma di Trento, su progetto del geom. Massimo Stoffella e l'architetto Giorgio Lasta, si impegnarono a recuperare e restaurare il cimitero. L'inaugurazione del cimitero restaurato è avvenuta il 28 settembre 2014, alla presenza di numerosi politici trentini e altoatesini, ai gruppi locali di alpini e quelli di Schützen e Kaiserjäger.